# سیارک ۱۱۱۹۵
سیارک ۱۱۱۹۵ (به انگلیسی: 11195 Woomera، نام‌گذاری: 1999AY22) یازده هزار و صد و نود و پنجمین سیارک کشف شده‌است که در ۱۵ ژانویه ۱۹۹۹ کشف شد.
قدر مطلق سیارک برابر ۱۴٫۰۰ است.